# Paul Maurou
 Jean-Baptiste Jacques Paul Maurou dit Paul Maurou (Avignon, 25 juillet 1848 - Paris, 14 janvier 1931) est un artiste peintre et un imprimeur-lithographe français.

## Biographie
Paul Maurou est né le 25 juillet 1848 à Avignon. Il devient l'élève de Charles Michel Guilbert d’Annelle (1820-1889), directeur de l'école de dessin d'Avignon.
Maurou expose au Salon de Paris à partir de 1875, essentiellement des lithographies. Il devient ensuite membre de la société du Salon des artistes français.
En décembre 1884, il cofonde avec Alfred Lemercier la Société des artistes lithographes français, dont il prendra la présidence au début des années 1900. Il va y jouer un rôle fondamental.
Dans les années 1880, il travaille comme illustrateur pour la Maison Quantin.
Affichiste, il est également professeur dans le premier atelier de lithographie monté aux Beaux-arts de Paris, à partir de 1906.
L'année suivante, il publie chez Garnier frères avec son ancien élève et assistant, Alfred-Jean Broquelet, le Traité complet de l'art lithographique au point de vue artistique et pratique. 
Il meurt en 1931.
Il eut entre autres pour élèves le lithographe Marie-Edmond Höner.

## Galerie

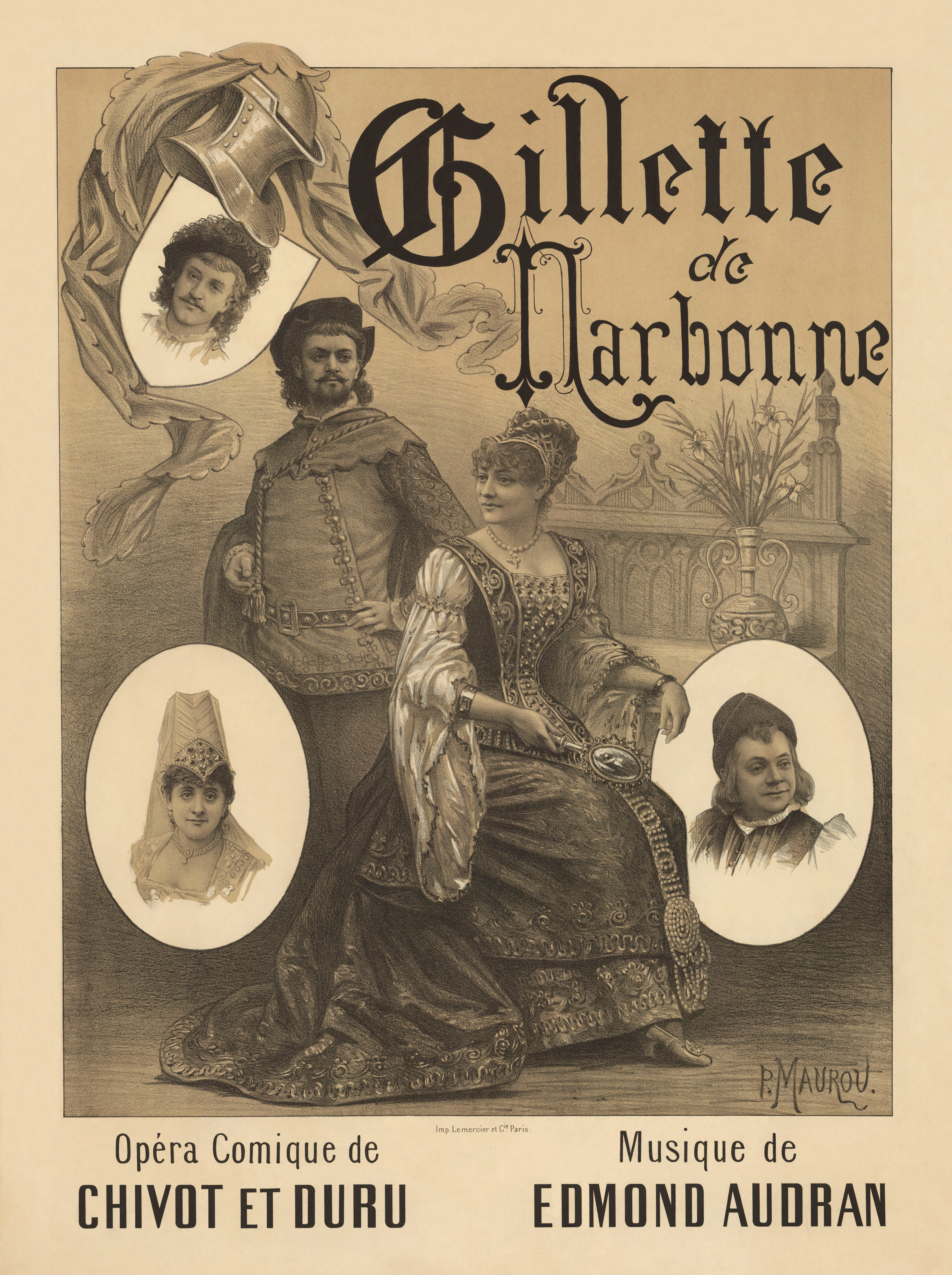
Gillette de Narbonne (1883)
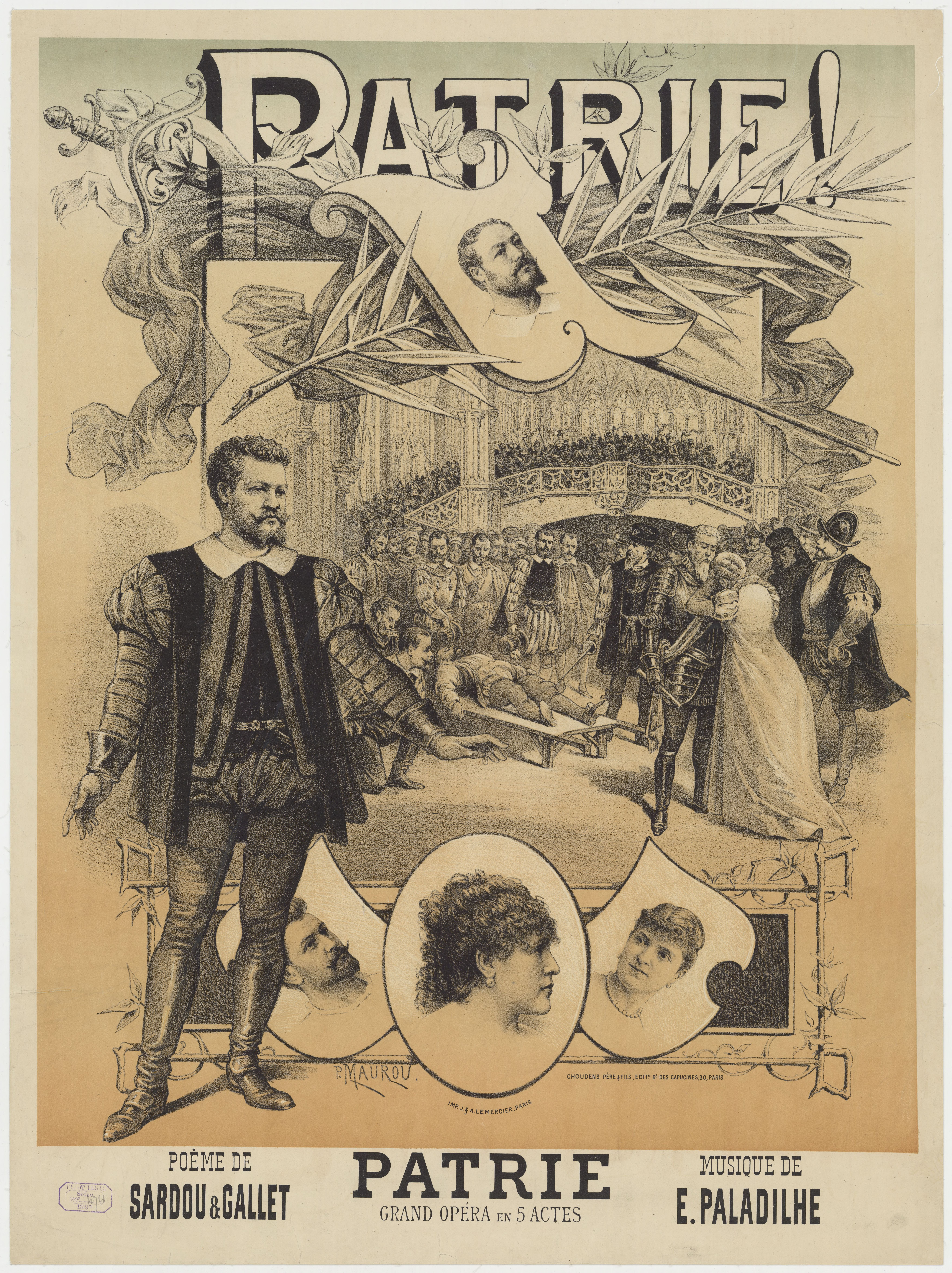
Patrie ! (1886)
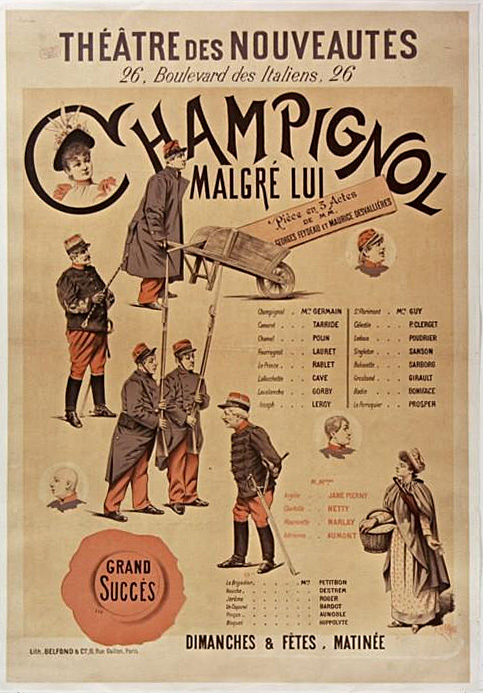
Champignol malgré lui (1893)